# Peko

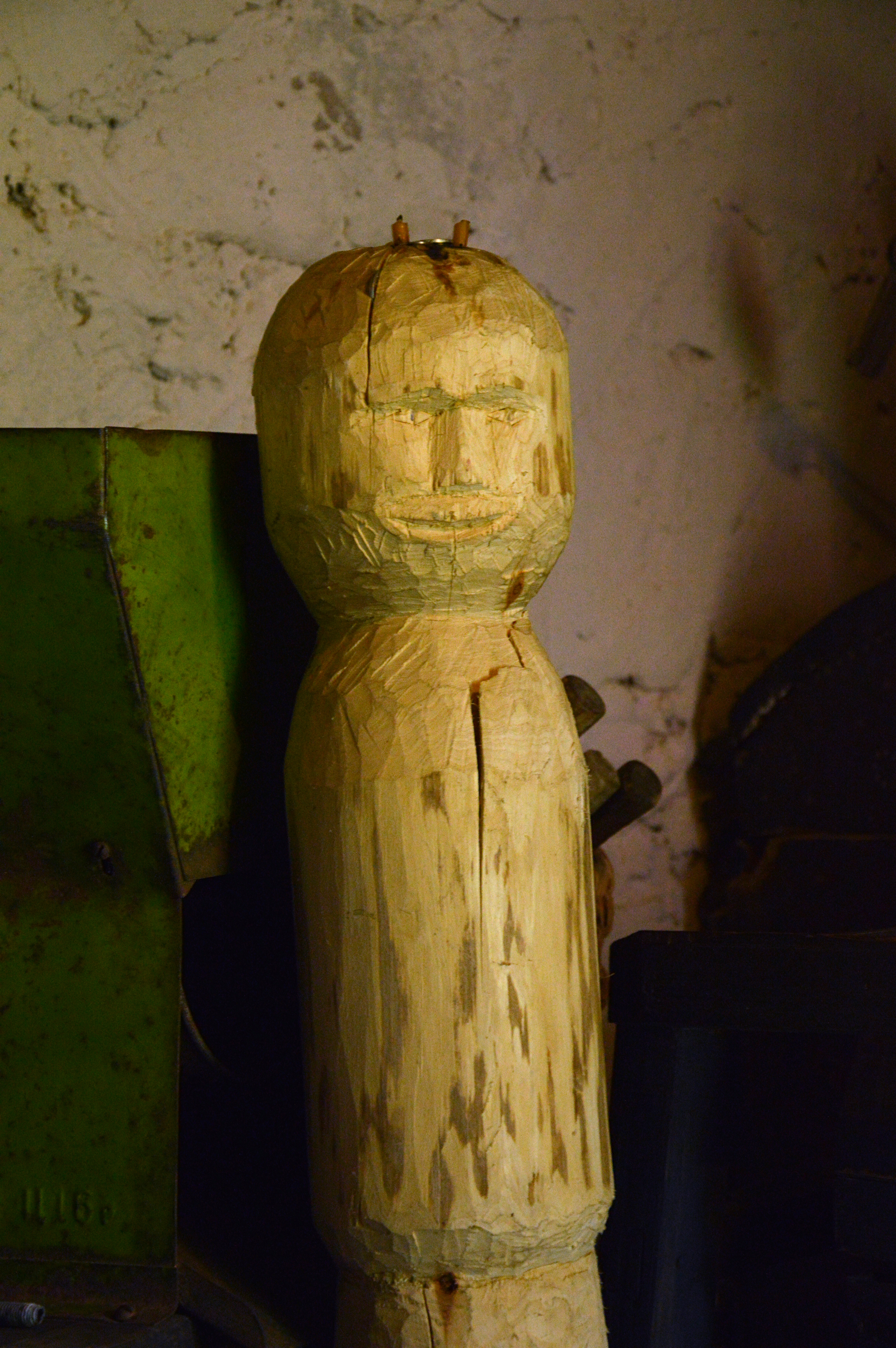
Geschnitzte Figur des Peko im Setu-Museum von Radaja in der Oblast Pskow (Russland)

Peko (estnisch; finnisch Pekko, Pellon Pekko oder Pellonpekko = "Feld-Pekko") bezeichnet in der estnischen und finnischen Mythologie den Gott des Feldes und der Fruchtbarkeit, insbesondere des Bierbrauens und der Gerste.

## Bedeutung
Der vorchristliche Kult um den Fruchtbarkeitsgott Peko war besonders beim orthodoxen finno-ugrischen Volk der Setukesen im heutigen Südestland und im Gebiet um die russische Stadt Petschory bis ins 20. Jahrhundert lebendig.
Der Gott gilt als einer der wichtigsten Elemente der setukesischen Kultur. Die Setukesen verehrten ihn als "König", Nationalheld und nationales Symbol. Der traditionell gewählte König der Setukesen versteht sich als Vertreter Pekos auf Erden.

## Geschichte
Peko wurde erstmals 1551 durch den finnischen Reformator Mikael Agricola als Gott der Karelier erwähnt. Peko wird auch mit dem estnischen Donnergott Pikne (Pitkne) und dem baltischen Donnergott Perkūnas in Verbindung gebracht.

## Kult
Der gemeinschaftliche Hauptkult teilt sich in ein Frühjahrs- und in ein Herbstfest. Vor den Pfingstfeierlichkeiten hielten die jungen erwachsenen Setukesen vor Sonnenaufgang einen rituellen Kampf ab, bis der erste Blutstropfen floss. Der zuerst Verletzte wurde der Ehrengast des nächstjährigen Fests. Die zweiten Feierlichkeiten zu Ehren des Peko wurden nach der Ernte abgehalten. Ältere Männer brachten Opfergaben dar. Gebräuchlich war die Formel "Peko, Peko, komm um das Bier zu trinken". Zur Verehrung Pekos wurden aber auch während des ganzen Jahres, u. a. an Lichtmess und zum Mittsommerfest, rituelle Versammlungen abgehalten.
Besonders hölzerne Figuren des Pekos waren ein wichtiger Bestandteil der Peko-Kults. (Schwarze) Kerzen wurden zu seinen Ehren angezündet. Normalerweise hatten die hölzernen Abbilder Pekos auf der Oberseite Löcher für Kerzen. Geschnitzte Götzenbilder des Peko verwahrten die Setukesen – meist vor fremden Blicken geschützt – in den Kornkammern.

## Nationalepos
Peko ist auch der Name des 1927 geschaffenen setukesischen Nationalepos. Initiator war der Folklorist Paulopriit Voolaine (1899–1985), der bei seiner Schaffung eng mit der bekanntesten setukPaul Hagu: Setu viljakusjumal Peko, in: Keel ja Kirjandus 3/1975, S. 166–173.esischen Volkssängerin Anne Vabarna (1877–1964) zusammenarbeitete.